# Presses universitaires de Rouen et du Havre
Les Presses universitaires de Rouen et du Havre sont une maison d'édition universitaire française spécialisée dans les domaines des lettres et des sciences humaines et sociales.

## Domaines de publication
Elle édite les revues suivantes :
- Annales de droit (et Cahiers historiques des Annales de droit)
- Austriaca
- Cahiers du CIRIEC-France
- Études normandes (Cahiers des Études normandes) Les PURH ne sont plus l'éditeur de la revue depuis 2016.
- European Studies in Sports History
- Glottopol
- Penser l'éducation
- Revue du philanthrope
- Revue Fontenelle
- Revue normande d’histoire du sport
- Sculptures

## Directeurs
| Identité                          | Période      | Période            | Durée  |
| Identité                          | Début        | Fin                | Durée  |
| --------------------------------- | ------------ | ------------------ | ------ |
| Robert Aubreton (1909 - 1980)     | 1966         | 1976               | 10 ans |
| Henry Decaëns (né en 1942)        | 1992         | 2004               | 12 ans |
| Yvan Leclerc (né en 1951)         | 2004         | 2008               | 4 ans  |
| François Bessire (d) (né en 1952) | 2008         | 1er septembre 2021 | 13 ans |
| Jean-Yves Frétigné (né en 1966)   | février 2023 | août 2023          | 6 mois |
| Tony Gheeraert (né en 1971)       | janvier 2024 |                    |        |